# Bahnhof Jestetten
Der Bahnhof Jestetten ist der Bahnhof der Gemeinde Jestetten im baden-württembergischen Landkreis Waldshut. Er liegt an Streckenkilometer 34,33 der Bahnstrecke Eglisau–Neuhausen und wird von zwei Linien der S-Bahn Zürich bedient.

## Rechtliche Situation
Die Bahnstrecke durch Jestetten hat keine Verbindung zum übrigen deutschen Streckennetz. Sie wird von den Schweizerischen Bundesbahnen (SBB) nach Schweizer Vorschriften betrieben. Daher gilt am Bahnhof Jestetten – obwohl in Deutschland gelegen – der Tarif der SBB. Allerdings sind das deutsche Baden-Württemberg-Ticket, das Deutschlandticket sowie die Schwerbehindertenfreifahrt auf der Bahnstrecke Eglisau–Neuhausen zwischen Lottstetten, Jestetten, Neuhausen und Schaffhausen und weiter nach Singen (Hohentwiel) gültig.

## Geschichte
Da die damals eröffnete Rheinfallbahn von Schaffhausen über Winterthur nach Zürich vor allem als Gotthardzubringer nicht mehr den Bedürfnissen entsprach, beschloss die Schweizerische Nordostbahn (NOB) den Bau einer direkteren Strecke. Da die neue Strecke bei Jestetten und Lottstetten über badisches Gebiet führte, wurde am 21. Mai 1875 zwischen der Schweiz und dem Großherzogtum Baden ein Staatsvertrag abgeschlossen, welcher den Bau und den Betrieb dieser Strecke regelt.
Seit 2002 ist der Bahnhof nicht mehr besetzt. Fahrscheine können seitdem nur noch über Automaten bezogen werden.
Im Zuge des im Jahr 2010 begonnenen Doppelspurausbaus und des Projekts der S-Bahn Schaffhausen wurde der Bahnhof Jestetten großzügig umgestaltet. So erhielt der bis dahin zweigleisige Bahnhof ein Stumpfgleis für hier endende Züge, welches durch eine Linie der S-Bahn Schaffhausen genutzt wird. Im Dezember 2010 wurde der andere Bahnhof in Jestetten, Altenburg-Rheinau, geschlossen.

## Ehemaliges Empfangsgebäude

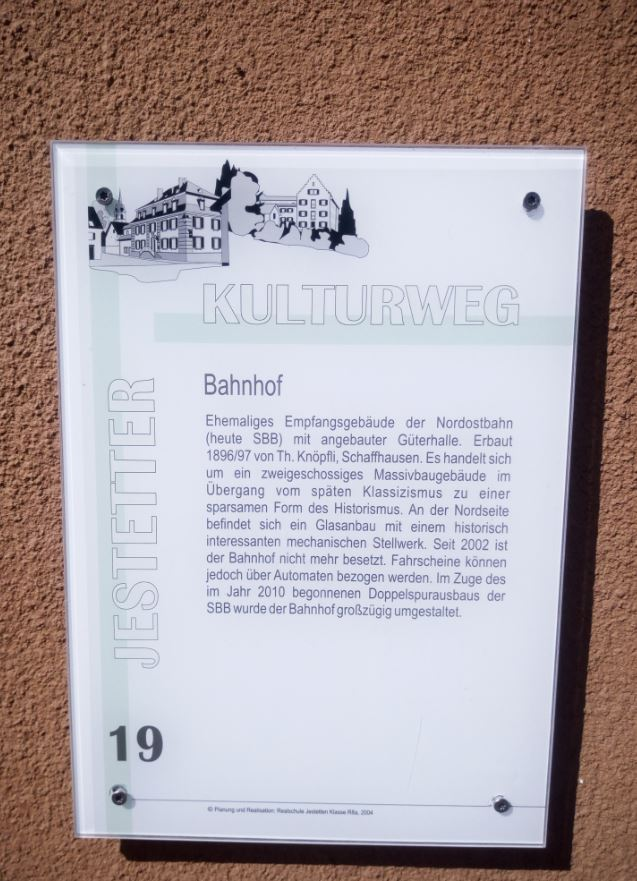
Informationstafel am ehemaligen Empfangsgebäude

Das ehemalige Empfangsgebäude des Bahnhofs, welches heute nicht mehr für die Öffentlichkeit zugänglich ist, wurde von der Schweizerischen Nordostbahn 1896/97 im Auftrag von Th. Knöpfli aus Schaffhausen erbaut. Es handelt sich um ein zweigeschossiges Massivbaugebäude im Übergang vom späten Klassizismus zu einer sparsamen Form des Historismus mit angebauter Güterhalle. An der Nordseite befindet sich ein Glasanbau mit einem historisch interessanten mechanischen Stellwerk vom Typ „Bruchsal J“ aus dem Jahr 1914.

## Betrieb

### Bahnverkehr
Die auf der durch Jestetten verlaufenden Bahnstrecke Eglisau–Neuhausen verkehrende Linie S9 der S-Bahn Zürich verbindet Jestetten über Neuhausen mit Schaffhausen. In Gegenrichtung wird Eglisau, Bülach, Zürich und Uster angesteuert. Zur Hauptverkehrszeit verkehrt die S9 im Halbstundentakt, sonst alle 60 Minuten.

### Busverkehr
Es bestehen mehrere Busverbindungen von Jestetten in Richtung Waldshut und Erzingen, die von der Südbaden-Bus GmbH (SBG) betrieben werden.